# Chaetosphaeridiales
Chaetosphaeridiales é uma ordem de algas verdes.